# Santuario Histórico de Chacamarca
Das Santuario Histórico de Chacamarca ist ein nationales Schutzgebiet in Zentral-Peru in der Region Junín. Es wurde am 7. August 1974 eingerichtet. Verwaltet wird es von der staatlichen Naturschutz-Agentur Servicio Nacional de Areas Naturales Protegidas por el Estado (SERNANP). Das Areal besitzt eine Fläche von 25 km². Es entspricht der IUCN-Kategorie III, vergleichbar einem Naturdenkmal in Deutschland. Das Santuario Histórico de Chacamarca dient der Erhaltung des Schauplatzes der Schlacht von Junín, die am 6. August 1824 stattfand. Außerdem befinden sich auf dem Areal archäologische Relikte der Pumpush-Kultur. Zentral im Schutzgebiet befindet sich das Kriegerdenkmal Vencedores de Junín.

## Lage
Das Schutzgebiet befindet sich 5 km südlich der Provinzhauptstadt Junín im gleichnamigen Distrikt. Das Gebiet liegt südlich des Junín-Sees auf einer Hochebene der peruanischen Zentralkordillere. Die Nationalstraße 3N von Junín nach La Oroya verläuft entlang der östlichen Schutzgebietsgrenze.
Das annähernd trapezförmige Areal lässt sich durch folgende Koordinaten grob beschreiben:
(,
,
,
).

## Ökosystem
Zu den Säugetieren im Schutzgebiet gehören das Vikunja (Vicugna vicugna), der Andenschakal (Pseudalopex culpaeus), der Anden-Skunk (Conepatus chinga) und das Tschudi-Meerschweinchen (Cavia tschudii). Zur Vogelwelt des Areals gehören das Punasteißhuhn (Tinamotis pentlandii), die Andengans (Chloephaga melanoptera), der Südandenspecht (Colaptes rupicola), der Punasichler (Plegadis ridgwayi) und der Andenkiebitz (Vanellus resplendens).